# Eigen Haard (woningcorporatie)

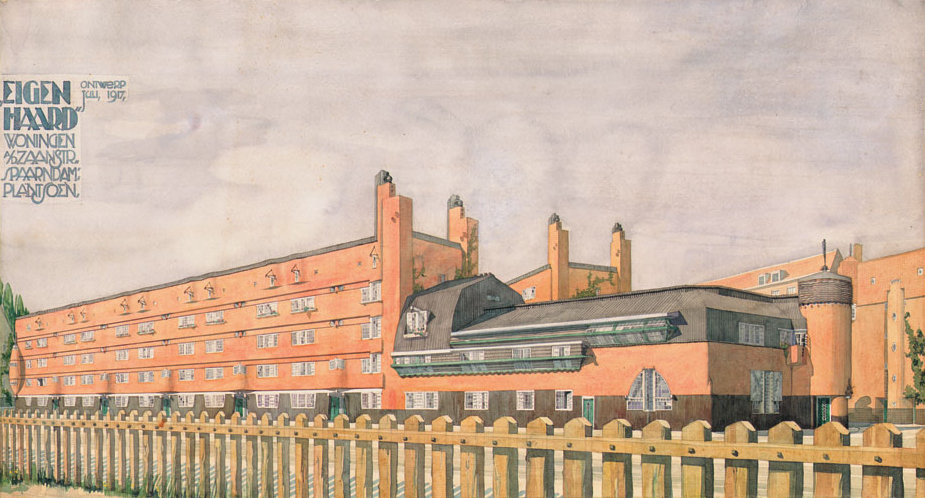
Het Schip van Michel de Klerk

Woningstichting Eigen Haard is een woningcorporatie in de Nederlandse hoofdstad Amsterdam. Net als veel andere corporaties werd deze aan het begin van de 20ste eeuw opgericht om arbeiders betere huisvesting te kunnen bieden. Inmiddels verhuurt de corporatie niet alleen sociale huurwoningen, maar ook koopwoningen en bedrijfsruimten.
De stichting Eigen Haard is een instelling, die door de rijksoverheid is erkend als woningcorporatie. Eigen Haard dient daarom uitsluitend werkzaamheden te verrichten in het belang van de volkshuisvesting. De regels en richtlijnen waaraan de stichting zich dient te houden, en de prestaties die moeten worden verricht, zijn sinds 2015 wettelijk vastgelegd in de Woningwet, die in dat jaar totaal werd herzien.

## Ontstaansgeschiedenis

### Oprichting
Medio 1909 vond in lokaal Molhuijzen te Amsterdam de eerste officieuze bijeenkomst van Eigen Haard plaats. De ambitie van de aanwezigen was het realiseren van betaalbare, goede woningen voor arbeiders. Deze bijeenkomst markeert het ontstaan van de vereniging Eigen Haard. Het bestuur van de vereniging bestond uit de heren J.G. Erdsieck (voorzitter), G.M. Stalpers (secretaris), H.G. Suurenbroek (penningmeester) en J. Schippers en A. Oorthuys (leden).
Op 8 september 1909 werd de vereniging notarieel bekrachtigd. De nieuwe vereniging kreeg  Koninklijke goedkeuring en werd toegelaten als vereniging. Nog dat jaar hield de vereniging haar eerste algemene ledenvergadering. Ook stelde ze de statuten en een huishoudelijk reglement op.

## De beginjaren

### De jaren 1910-1929
In 1910 begon Eigen Haard met de bouw van 160 woningen in de Indische Buurt. Bijzonder bij de oplevering van dit complex was elektriciteit. Voor het eerst konden arbeiders woningen huren met deze "luxe".
In 1914 werd de belangrijke rol van bewonerscommissies in het beheer geformuleerd en werden ook een nieuw statuut en reglement bij de leden neergelegd.
In 1920 kwam de gemeente Amsterdam met de in 1917 opgerichte Amsterdamse Federatie van Woningcorporaties overeen dat de huren van alle gemeente- en corporatiewoningen met 60% zouden stijgen. De algemene ledenvergadering en het bestuur van Eigen Haard spraken zich hiertegen uit en vroegen het gemeentebestuur op het besluit terug te komen. Dat bleek onmogelijk: het Rijk dwong de gemeente Amsterdam tot de verhoging. Eigen Haard bleef desondanks volharden in haar verzet, waardoor het conflict zo hoog opliep dat de gemeente voorstelde Eigen Haard op te heffen. Eigen Haard moest het verzet uiteindelijk toch opgeven omdat de gemeente voet bij stuk hield. De huurverhoging werd aanvaard, maar het hele bestuur trad af.

### De jaren 1929-1960
Aan het einde van de jaren twintig en dertig kwam de woningbouw in Amsterdam vrijwel stil te liggen. De regering gaf in deze periode geen voorschotten meer om de bouw te financieren. De toenmalige wethouder van Volkshuisvesting en Publieke Werken in Amsterdam, Monne de Miranda, vroeg de corporaties geld op de kapitaalmarkt te lenen. De gemeente stelde zich tegenover de geldgevers garant.
De meeste corporaties maakten van de regeling gebruik, ook Eigen Haard. In de crisisjaren moest de garantiebouw worden beëindigd. Veel plannen van Eigen Haard bleven daardoor tien jaar op de plank liggen. Het werk van de woningcorporaties deed particuliere bouwers ondertussen inzien dat zij niet achter konden blijven. Ze bouwden woningen die minstens gelijkwaardig waren aan die van de woningcorporaties. Voor Eigen Haard brak hiermee een moeilijke periode aan met weinig activiteiten.

## Na de wederopbouw

### De jaren 1960-1970
Vanaf begin jaren '70 kregen de Amsterdamse woningcorporaties elk een stadsvernieuwingsgebied toegewezen. Eigen Haard kreeg het gebied dat was omsloten door Zeeburgerdijk, Borneostraat, Javastraat en Kramatweg.
De Amsterdamse woningcorporaties speelden vanaf toen een belangrijke rol in de stadsvernieuwing. Zo bouwden ze vele duizenden nieuwe woningen, renoveerden minstens zoveel woningen uit hun eigen vooroorlogse bestand en namen in overleg met de gemeente tienduizenden woningen van particuliere eigenaren over. Ze wilden zorgen dat de culturele waarde en het eigen karakter van oude buurten behouden zouden blijven.
Halverwege jaren '60 werd contributiebetaling voor leden van Eigen Haard ingevoerd. Leden boven de 65 jaar konden op verzoek vrijstelling krijgen. Ruim 1.500 leden maakten van die mogelijkheid gebruik. De instelling van het contributiefonds leidde tot een daling van het ledental. In 1963 waren er 12.146 leden; enkele jaren later nog 11.300.

### De jaren 1970-1990
In 1974 werd de prijs van het aandeel in Eigen Haard, dat nieuwe leden moesten kopen, voor het eerst verhoogd: van 25 naar 50 gulden.
Tot halverwege 1970 was Eigen Haard een vereniging met de Algemene Ledenvergadering als hoogste orgaan. De belangstelling van huurders voor de bijeenkomsten was echter al jaren slecht. In 1971 kreeg de vereniging nieuwe statuten en werd de Algemene Ledenvergadering (waar alle huurders bij mochten zijn) vervangen door de Ledenraad, met vertegenwoordigers uit verschillende complexen en woongebieden. De Ledenraad kreeg een belangrijke rol in de interne besluitvorming van de vereniging.
Het ledental liep in de jaren 70 op tot bijna 18.000 omdat lidmaatschap van Eigen Haard meer kans op een woning betekende. De relatie met de huurders veranderde in de jaren zeventig ingrijpend. Nieuw was vooral dat de belangen van de huurders en de vereniging niet altijd dezelfde waren, zoals in de voorgaande decennia werd gedacht.

### De jaren 1991-2000
In 1993 kwam er een akkoord tussen woningcorporaties en het Rijk. De financiële banden tussen beiden werden doorgesneden. Daardoor ontstonden samenwerkingsverbanden tussen corporaties, gericht op grootschalige nieuwbouwontwikkeling. Naast sociale woningbouw bouwde Eigen Haard steeds vaker premiehuur- en koopwoningen: de enige manier om zonder subsidies sociale woningbouw te kunnen bekostigen.
De schrik was groot toen in 1998 bleek dat er een woningoverschot in de regio Amsterdam ontstond. Eigen Haard vreesde (onterecht) dat dit tot leegstand zou leiden in minder gewilde wijken: een reden om meer energie te steken in buurtbeheer. Woningcorporaties, gemeenten en bewoners werkten hard samen om wijk- en buurtbeheer goed te organiseren.
De Ledenraad ging zich bezighouden met het verenigingsbelang, de nog op te richten Huurderskoepel met het bewonersbelang. Dit werd vastgelegd in een participatiereglement. In 1998 tekende Eigen Haard een samenwerkingsovereenkomst met de Huurderskoepel, die de naam Huurdersfederatie Alert kreeg. Overigens nam het aantal leden drastisch af vanaf midden jaren '90, toen er geen lidmaatschap meer nodig was om in aanmerking te komen voor een woning. De bewonersparticipatie vond haar beslag in een toenemend aantal bewonerscommissies.
In Amsterdam kwam ondertussen een nieuw verdeelsysteem voor woonruimte. Het woningaanbod van verschillende corporaties staat sindsdien op één plek: Woningnet, met een gezamenlijke woningvoorraad van 50.000 woningen.

### De jaren 2001-2010
De woningcorporaties zijn tegenwoordig zelfstandige ondernemers. Huurders hechten – naast een kwalitatief goede woning - steeds meer belang aan de woonomgeving. Ook zijn veiligheid, gezondheid en comfort inmiddels basiseisen.
In 2004 waren er ongeveer 125 bewonerscommissies actief. Zij overlegden minimaal twee keer per jaar met vertegenwoordigers van Eigen Haard. Ook daarbij lag het accent steeds vaker op onderwerpen als leefbaarheid en veiligheid in het complex en de buurt. Met Huurdersfederatie Alert werd het algemene beleid besproken in een kritische maar opbouwende sfeer.
Er is volop maatschappelijke discussie over de rol die woningcorporaties spelen als partner in de brede aanpak van wijken en buurten. Minister Ella Vogelaar van Wonen, Wijken en Integratie kwam met de term prachtwijken. De Amsterdamse woningcorporaties investeerden bijna €300 miljoen in vijf vogelaarwijken in de hoofdstad. Voor Eigen Haard gaat het om Amsterdam-Noord, Amsterdam-Zuidoost, Oost (Indische Buurt en Transvaalbuurt), West binnen de ring (delen van Bos en Lommer en De Baarsjes) en Nieuw-West.
In deze wijken startten bijna 400 projecten om de woningen en de leefomgeving te verbeteren. Het ging om ingrijpende renovatie en herstel van fundamenten van woongebouwen, maar ook het aanstellen van sociale wijkbeheerders, het tijdelijk huisvesten van studenten, het realiseren van ontmoetingsruimtes in de buurt, het creëren van leerwerkplekken voor jongeren en het bouwen van scholen en gebouwen voor welzijnsfuncties.
In 2005 is Eigen Haard in Amsterdam uitgeroepen tot de slechtste woningcorporatie van het jaar. De corporatie kreeg daarvoor de Zwarte Bokaal uitgereikt van de Woonbond. Volgens de bond maakte Eigen Haard zich schuldig aan het doen van loze beloften, pakten zij achterstallig onderhoud niet aan en werd er slecht geluisterd naar de bewoners.

## Bijzondere complexen

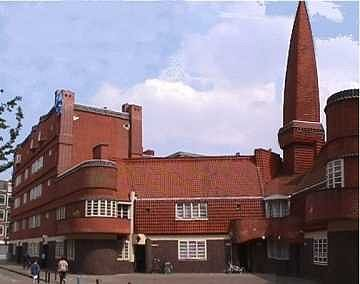
Het Schip.

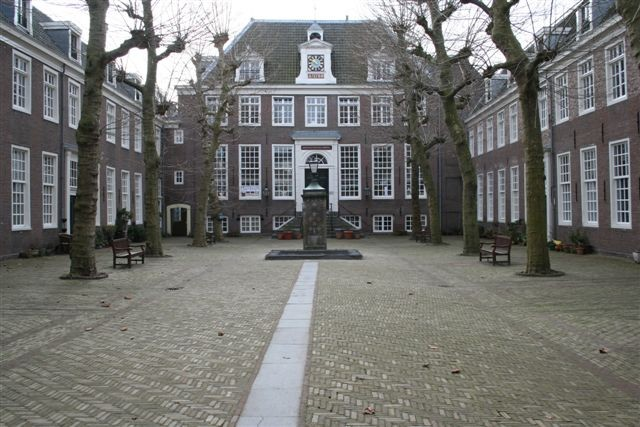
Platanenhof in oude glorie hersteld

In 1917 kreeg architect Michel de Klerk opdracht voor het ontwerp van een blok van ruim honderd woningen en een postkantoor aan de Zaanstraat. Samen met Piet Kramer, net als De Klerk een belangrijke vertegenwoordiger van de Amsterdamse school, voegde hij al zijn ideeën in dit complex samen. Het Schip, zoals het complex in de volksmond wordt genoemd, trok met zijn karakteristieke vormen bewonderaars uit de hele wereld. De bouw startte in 1918 en werd afgerond in 1919. Tot 1925 zijn er aanpassingen gedaan aan het gebouw. Sinds 2001 is het aan de  Amsterdamse School gewijde Museum Het Schip gevestigd in dit complex.
Decennia later startte in het hart van de Jordaan de restauratie van de Platanenhof (ontworpen door architect Steven Vennecool). Dit voormalige weeshuis is verdeeld over verschillende gebouwen tussen de Elandsstraat en de Lauriergracht, waarvan het oudste uit 1700 dateert. In de jaren 1950 verloor het zijn functie en deden de katholieke regenten het over aan de gemeente Amsterdam onder de voorwaarde dat het complex zijn sociale bestemming behield. De stad houdt zich aan haar belofte. Tot 1992 bood het gebouw onderdak aan een psychiatrische instelling, twee jaar later kwam het in handen van Eigen Haard. In beide vleugels bevinden zich nu seniorenappartementen en het poorthuis aan de Lauriergracht werd verbouwd tot Kindertheater, het statige Klokhuis tot kinderopvang.

## Fusies
Woningstichting Eigen Haard is ontstaan uit een aantal fusies. In 1992 fuseerde Eigen Haard met woningstichting Labor, die in 1975 het woningbezit had overgenomen van haar moedermaatschappij, de Amsterdamsche Vereeniging tot het bouwen van Arbeiderswoningen (opgericht in 1875). Op 1 januari 1996 volgde een fusie met woningstichting Dr. Schaepman en de aankoop van het woningbezit van de gemeente Aalsmeer. In 2001 was er een fusie met Woningbouwvereniging Aalsmeer (1.600 woningen). In 2003 was een fusie met Olympus Groep ook een feit. De jongste fusies zijn met De Amsterdamse Woningbouwvereniging Ons Huis en Woningstichting St. Lodewijk in Amstelveen in 2005 en met Ouder-Amstel in 2009. In 2010 maakte Eigen Haard bekend te willen gaan fuseren met Woongroep Holland. Woongroep Holland (12.900 verhuureenheden) was vooral actief in Amstelveen en Uithoorn. Sinds 2011 opereert de nieuwe corporatie met ruim 61.000 woningen en bedrijfsruimten onder de naam Eigen Haard.